# Lutz Remus
Lutz Remus (* 30. September 1960 in Schmölln) ist ein ehemaliger deutscher Ringer. Er war Europameister 1985 im freien Stil im Federgewicht.

## Werdegang
Lutz Remus begann als Jugendlicher mit Turnen, wechselte aber später zum Ringen. Nach ersten größeren Erfolgen im Nachwuchsbereich wurde er zum SC Leipzig delegiert und dort von den Trainern Adolf Franke und Uwe Neumeister zu einem hervorragenden Freistilringer ausgebildet. 1981 wurde er erstmals DDR-Meister im Federgewicht. Diesem Erfolg fügte er bis 1988 noch vier weitere DDR-Meistertitel an.
Seine internationale Ringerlaufbahn begann im Jahre 1980, als er bei der Junioren-Europameisterschaft im türkischen Bursa den 4. Platz belegte. Auf der internationalen Matte kam er dann erst wieder bei der Europameisterschaft 1984 in Jönköping zum Einsatz. Er gewann dort einen Kampf, musste aber nach Niederlagen gegen Gerard Santoro aus Frankreich und Wiktor Alexejew aus der UdSSR mit dem 7. Platz zufrieden sein.
Bereits ein Jahr später feierte Lutz Remus bei der Europameisterschaft im heimischen Leipzig den größten Erfolg seiner Laufbahn. Angefeuert von 4.500 begeisterten Zuschauern besiegte er in einer der Leipziger Messehallen im Finale den sowjetischen Sportler Siradschudin Ajubow und wurde Europameister im Federgewicht.
Nach diesem Erfolg kam Lutz Remus nur noch zu einem Einsatz bei einer Europameisterschaft. Er belegte dabei im Jahre 1986 in Athen den 5. Platz. Zu einem Start bei Olympischen Spielen oder Weltmeisterschaften kam Lutz Remus nicht.
Nach der politischen Wende in der DDR war Lutz Remus bis zum Jahre 2005 Trainer des sächsischen Ringerverbandes in Leipzig.

## Internationale Erfolge
(EM = Europameisterschaft, F = freier Stil, Fe = Federgewicht, damals bis 62 kg Körpergewicht)
- 1980, 4. Platz, Junioren-EM in Bursa, F, Fe, hinter Timur Hasukow, UdSSR, Halif Alkin, Türkei und Dimitri Redualkow, Bulgarien;
- 1983, 1. Platz, "Werner-Seelenbinder"-Turnier in Leipzig, F, Fe, vor Mike Land, USA und Aurel Șuteu, Rumänien;
- 1984, 7. Platz, EM in Jönköping, F Fe, mit einem Sieg über Jorge Bocanegra, Spanien und Niederlagen gegen Gerard Santoro, Frankreich und Wiktor Alexejew, UdSSR;
- 1984, 3. Platz, "Werner-Seelenbinder"-Turnier in Leipzig, F, Fe, hinter Bong Li, Nordkorea und Ramirez, Kuba und vor Pobeschinow, DDR, Myong Bok, Nordkorea und Jozef Schwendtner, CSSR;
- 1985, 4. Platz, Turnier in Clermont-Ferrand, F, Fe, hinter Siradschudin Ajubow, UdSSR, Gery Bohaty, Kanada und Marian Skubacz, Polen und vor Ralf Lyding und Günter Laier, beide BRD;
- 1985, 1. Platz, EM in Leipzig, F, Fe, mit Siegen über Kalaigidis, Griechenland, Walentin Sawow, Bulgarien, Antonio La Bruna, Italien und Siradschudin Ajubow;
- 1986, 3. Platz, Grosser Preis der Bundesrepublik Deutschland in Freiburg im Breisgau, F, Fe, hinter Marian Skubacz und Tolmatschow, UdSSR und vor Culak, ČSSR, Klaus Laier und Jörg Helmdach, beide BRD;
- 1986, 5. Platz, EM in Athen, F, Fe, hinter Khazar Isajew, UdSSR, Walentin Sawow, Marian Skubacz und József Orbán, Ungarn und vor Ludwig Küng, Schweiz

## DDR-Meisterschaften
- 1981, 1. Platz, F, Fe, vor Hoffer, SG Dynamo Luckenwalde, und Erhard Pocher, SC Motor Jena
- 1982, 3. Platz, F, Fe, hinter Stiegler, SC Leipzig und Geske, BSG Motor Markneukirchen
- 1983, 1. Platz, F, Fe, vor Tarangul, ASK Vorwärts Frankfurt und Mehl, SC Motor Jena
- 1984, 1. Platz, F, Fe, vor Peuker, Jena und Jablonski, SG Dynamo Luckenwalde
- 1985, 1. Platz, F, Fe, vor Tarangul und Pobeschinow, SC Motor Jena
- 1986, 3. Platz, F, Fe, hinter Frank Wolff, SG Dynamo Luckenwalde und Hans Gstöttner, SC Chemie Halle
- 1987, 3. Platz, F, Fe, hinter Karsten Polky und Leps, beide SG Dynamo Luckenwalde
- 1988, 1. Platz, F, Fe, vor Verniest und Seikrit, beide SC Leipzig